# Alyssum alpestre
Alyssum alpestre  es una especie de planta herbácea de la familia de las brasicáceas.

## Distribución geográfica
Es endémica de los Alpes centrales, Pirineos y en Andalucía en España.

## Hábitat
Se encuentra en  pastos pedregosos a 2000-2200 m s. n. m.

## Descripción
Es una planta perenne que alcanza los 5-10 cm de altura, de color verde a blanco tomentoso, de hábito disufo, ramificada desde la base con rosetas estériles bastantes numerosas. Hojas caulinas 6-8 x 2-3 mm, abovado-oblongas, espatuladas, redondeadas en el ápice, atenuadas en la base, a veces, con el limbo contraído en corto peciolo. Tallos florales postrados-ascendentes, flexuosos. Racimos terminales  o alguno lateral. Pétalos 3 x 1'2 mm de color amarillo. Pedicelos fructiferos erectos. n=8.

## Taxonomía
Alyssum alpestre fue descrita por Carlos Linneo y publicado en Systema Naturae, ed. 12 2: 436. 1767.
Etimología
Ver: Alyssum
alpestre: epíteto latíno que significa "que crece en las montañas".
Sinonimia
 NOTA: Los nombres que presentan enlaces son sinónimos en otras especies: 
- Aduseton alpestre
- Adyseton obtusifolium
- Adyseton repens
- Adyseton savranicum
- Adyseton tortuosum
- Alyssum alpestre var. argenteum
- Alyssum alpestre var. gerardi
- Alyssum alpestre var. saxicola
- Alyssum elatum
- Alyssum gerardii
- Alyssum jordanii
- Alyssum minutulum
- Alyssum novum
- Alyssum savranicum
- Alyssum spathulatum
- Draba spatulata
- Odontarrhena bourgaei
- Odontarrhena obtusifolia
- Odontarrhena saxatilis

## Nombres comunes
- Castellano: broqueletes rústicos, cabezas de avispas.[7]